# Ben Pon
Bernardus Marinus "Ben" Pon Jr., född 9 december 1936 i Leiden, död 30 september 2019 i Nijkerk, var en nederländsk racerförare och sportskytt.
Pon tävlade i sportvagnsracing för Porsche och vann två klassegrar i Le Mans 24-timmars, 1961 och 1967. Han körde även ett formel 1-lopp, Nederländernas Grand Prix 1962. Pon deltog också i Nederländernas lag i skeet vid olympiska sommarspelen 1972.
Efter idrottskarriären ägnade han sig åt vinimport och startade ett eget vineri i Kalifornien.

## F1-karriär
| Säsong | Stall/Tillverkare  | Poäng | Placering |
| ------ | ------------------ | ----- | --------- |
| 1962   | Ecurie Maarsbergen | 0     | -         |